# Île de la Visitation
Île de la Visitation är en ö i Montréal i Kanada.   Den ligger i floden Rivière des Prairies i provinsen Québec, i den sydöstra delen av landet, 160 km öster om huvudstaden Ottawa. 
Runt Île de la Visitation är det i huvudsak tätbebyggt. Runt Île de la Visitation är det mycket tätbefolkat, med 5 805 invånare per kvadratkilometer.